# Stumpffia tetradactyla
Stumpffia tetradactyla är en groddjursart som beskrevs av Miguel Vences och Frank Glaw 1991. Stumpffia tetradactyla ingår i släktet Stumpffia och familjen Microhylidae. IUCN kategoriserar arten globalt som otillräckligt studerad. Inga underarter finns listade i Catalogue of Life.